# Hōryū-ji

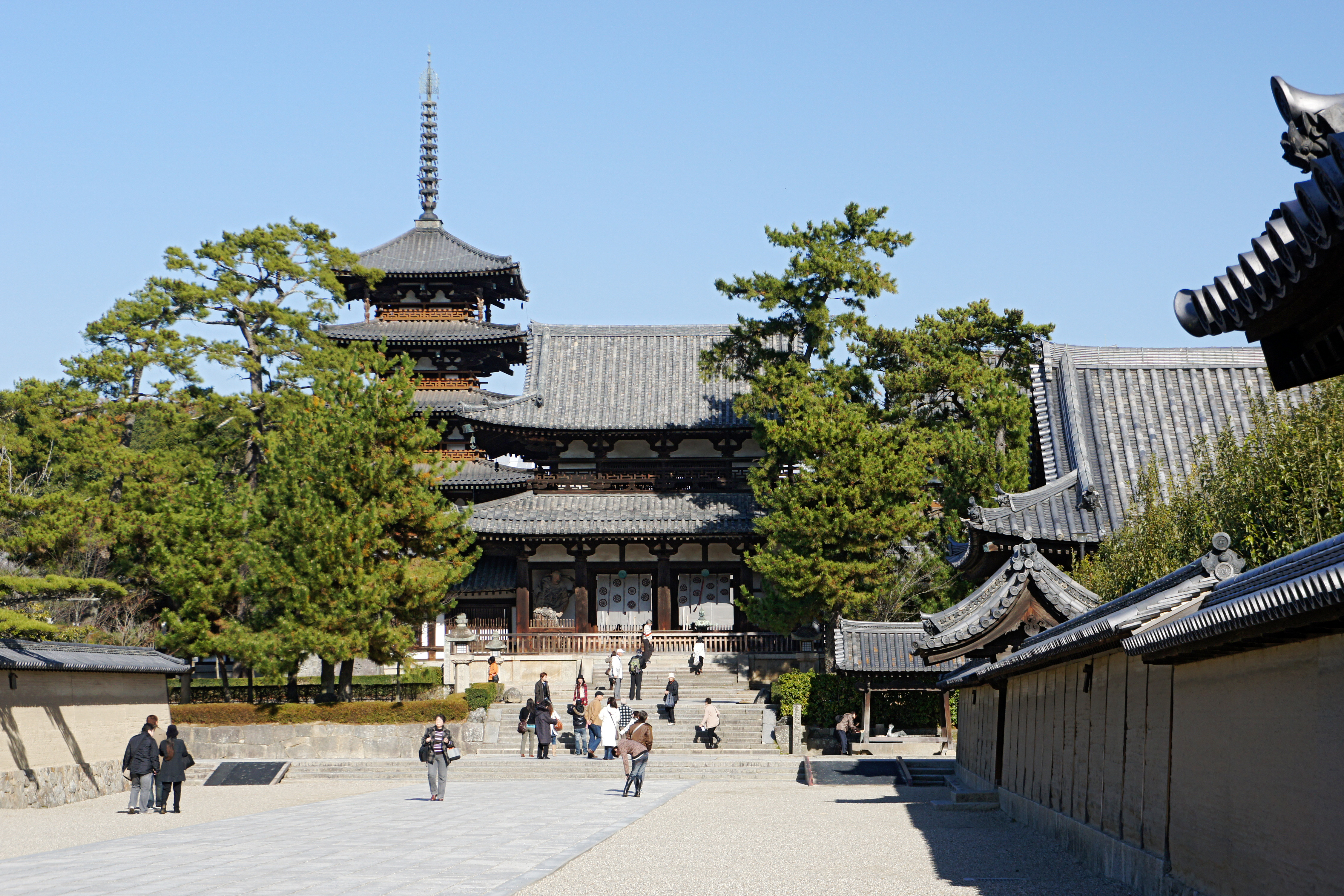
Blick auf das südliche Haupttor im Eingangsbereich

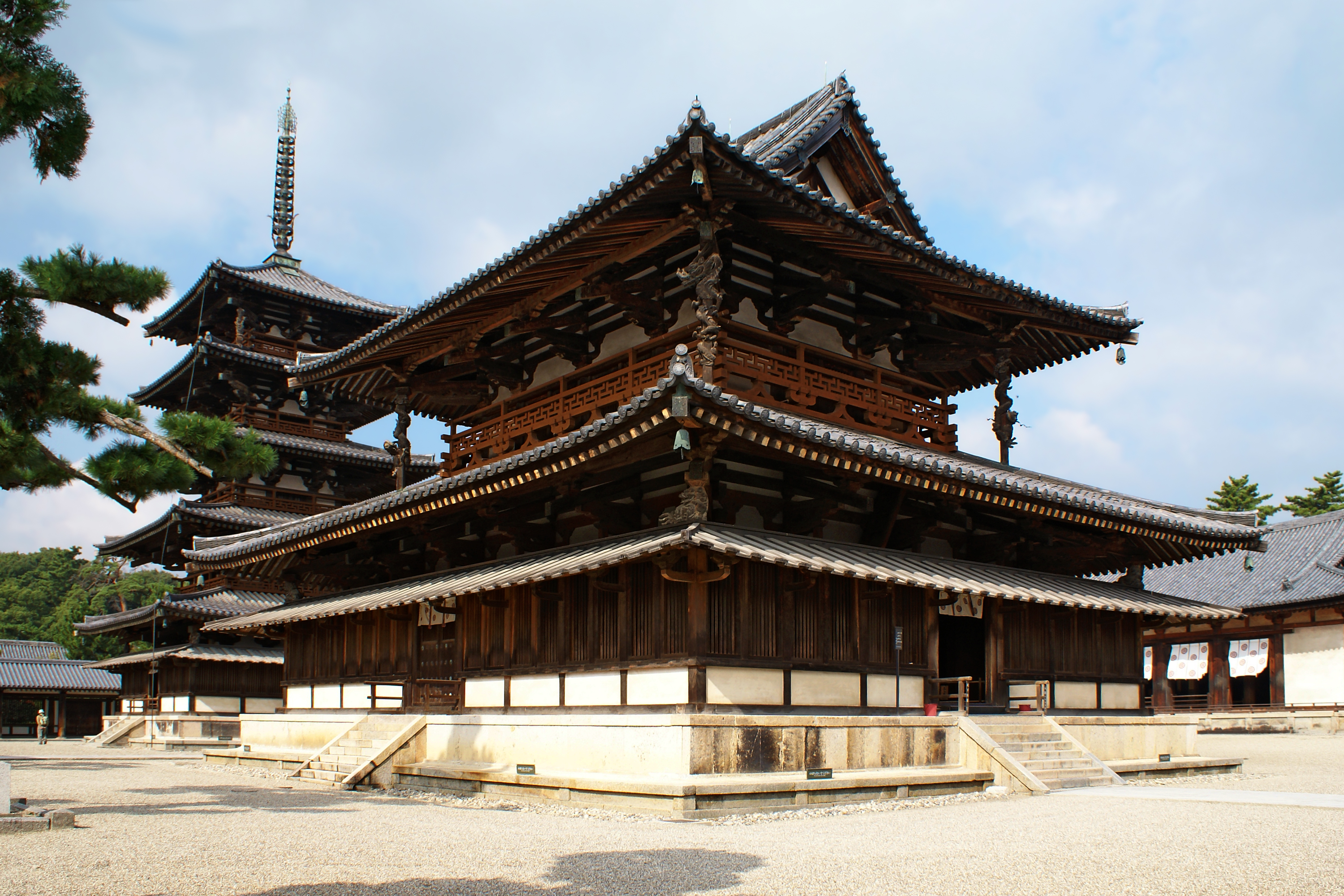
Kondō

Der Hōryū-ji (jap. 法隆寺, dt. „Tempel der Lehre Buddhas“) ist ein buddhistischer Tempel in der Stadt Ikaruga (Landkreis Ikoma) der japanischen Präfektur Nara. Er gehört zum UNESCO-Weltkulturerbe, und auf seinem Gelände befinden sich die ältesten erhaltenen Holzgebäude der Welt und außerdem viele japanische Nationalschätze und wichtige nationale Kulturgüter.

## Geschichte
Die Geschichte des Hōryū-ji beginnt in der Asuka-Zeit etwa um 600 n. Chr., als der erkrankte Kaiser Yōmei das Gelübde ablegte, zum Dank für seine Gesundung einen Tempel und ein Buddhastandbild zu errichten. Dieses Gelübde konnte er aber nicht mehr einhalten, da er starb, kurz nachdem er genesen war. Sein Wunsch wurde so von seinem Sohn, dem Kronprinzen Shōtoku, und der Kaiserin Suiko erfüllt, die im Jahre 607 den Tempel und die Statue errichteten. Der Tempel wurde Hōryū-ji oder auch Ikaruga-ji – nach seinem Standort auf dem Gelände des alten Ikaruga-Palastes – genannt. Bald darauf, im Jahre 670, wütete ein Feuer auf dem Tempelgelände, von dem das Nihonshoki berichtet, dass es „nicht ein einziges Gebäude“ verschont hätte. Diese Tatsache wird allerdings von Historikern als sehr zweifelhaft beurteilt, da nachgewiesen werden kann, dass der Tempel nach seiner Errichtung über 400 Jahre eine Glanzzeit großer Traditionseinhaltung erlebte.

## Weltkulturerbe
Im Dezember 1993 wurde der gesamte Tempelbezirk als UNESCO-Weltkulturerbe deklariert und unter Denkmalschutz gestellt. In der Begründung des UNESCO-Ausschusses für das Kulturerbe der Menschheit finden sich die Argumente, dass sich auf dem Gelände die ältesten noch erhaltenen Holzgebäude der Welt befinden; außerdem sei an der Architektur der Gebäude abzulesen, wie der chinesische Baustil mit dem Vordringen des Buddhismus aus China zur Bauzeit des Tempels im 7. Jahrhundert langsam die Architektur in Japan beeinflusste.

## Gelände

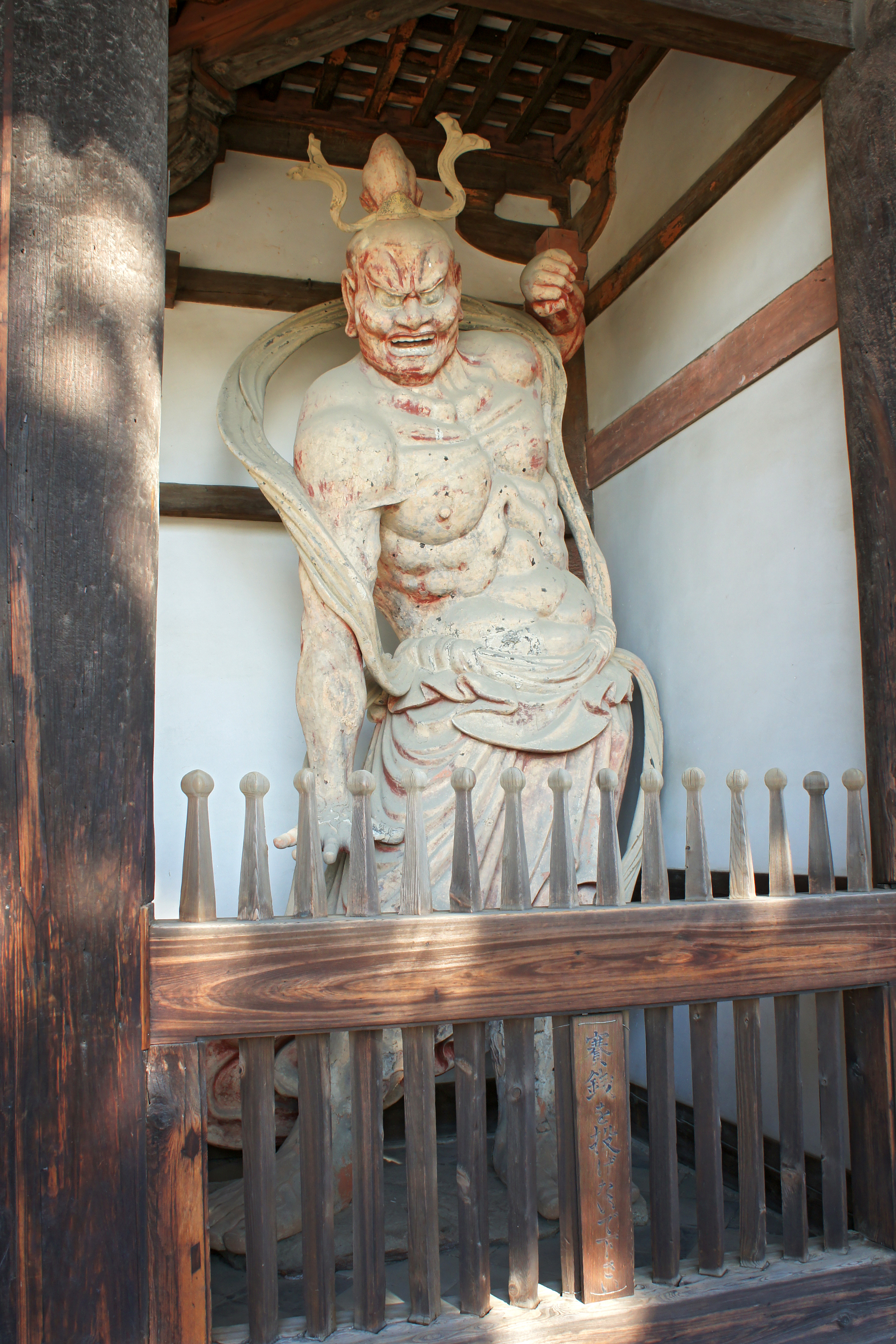
Wächtergottheit

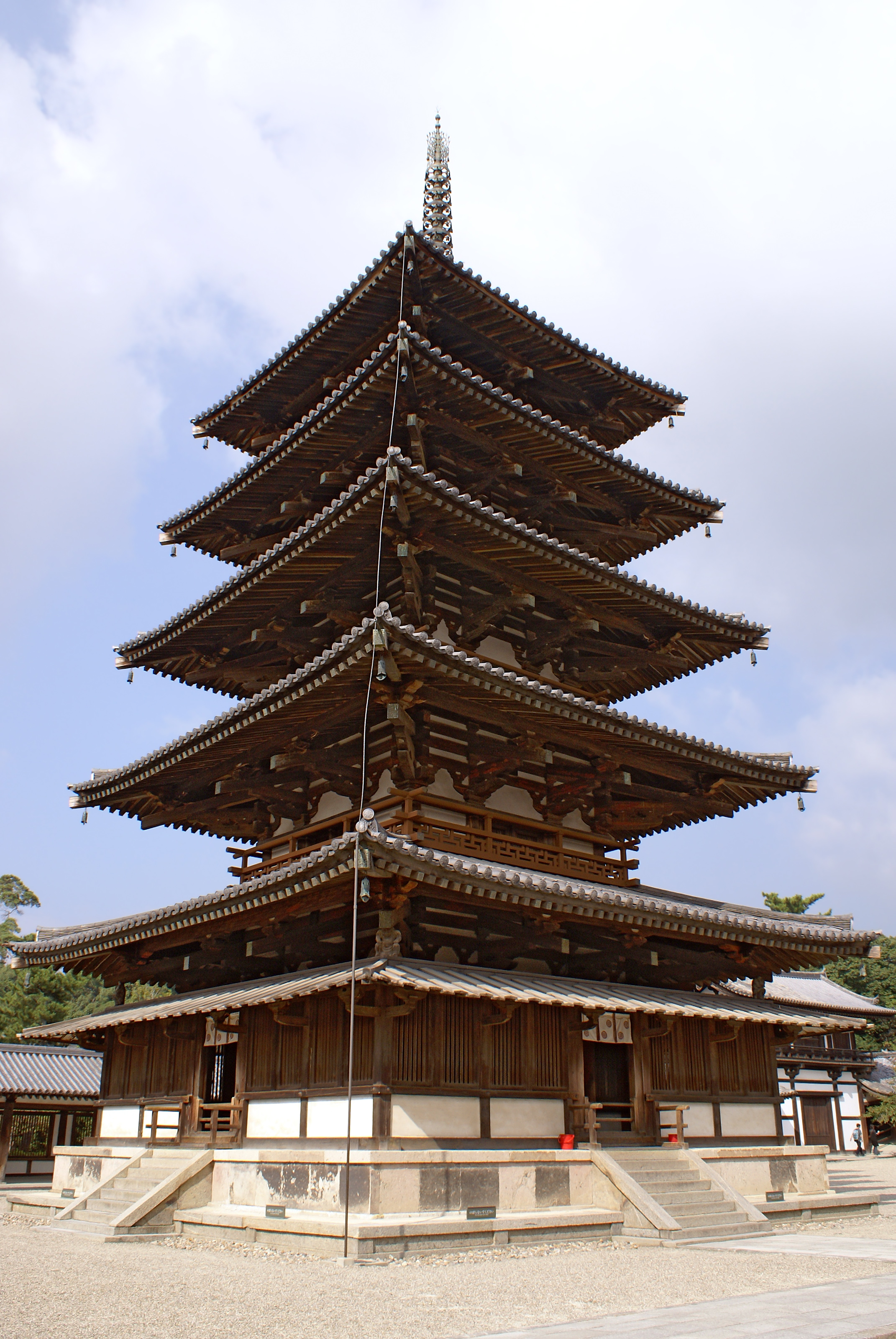
Die fünfstöckige Pagode (五重の塔, gojū no tō)

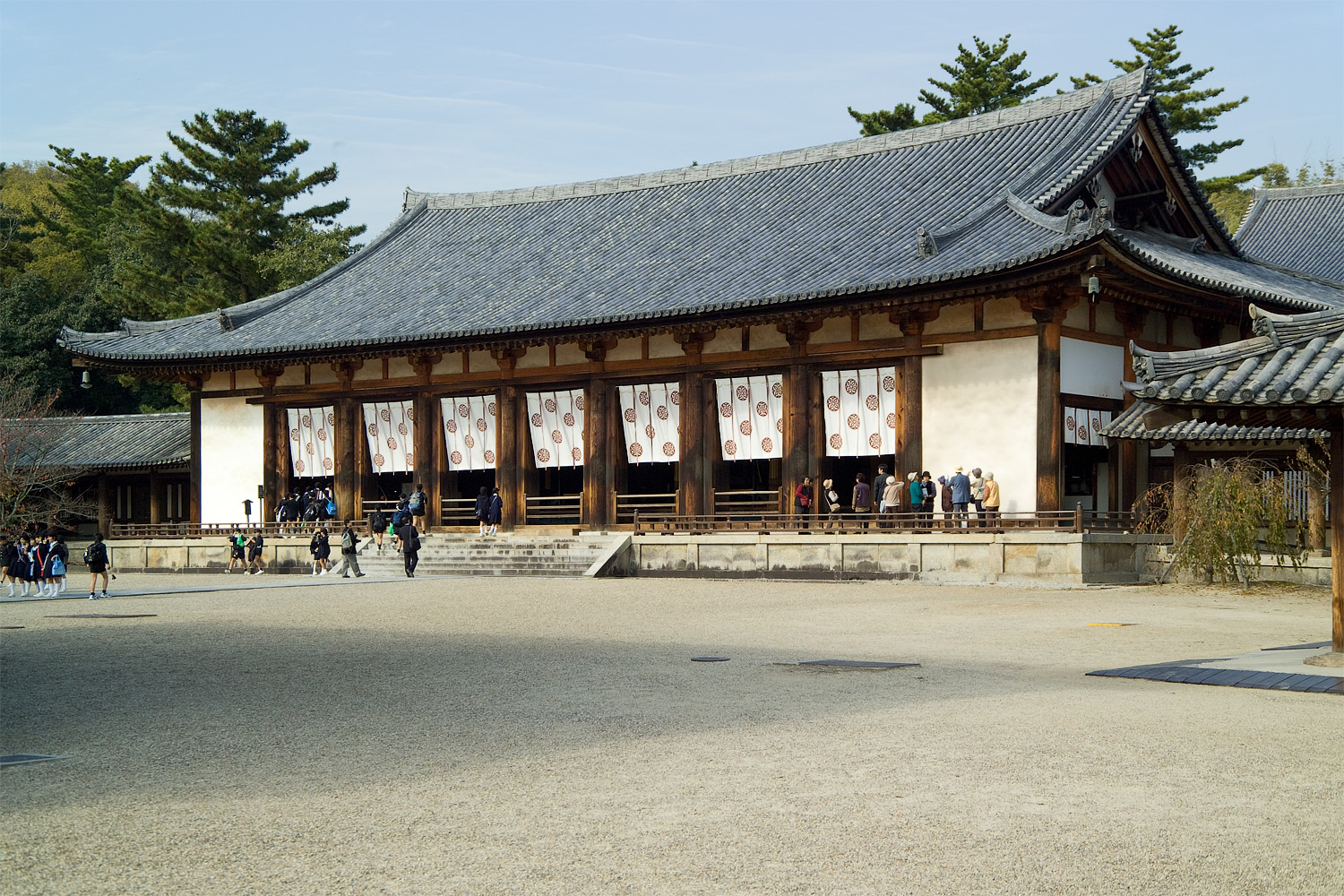
Die große Halle (大講堂, daikōdō)

Der Tempelbezirk gliedert sich in drei Teile:
- Saiin Garan (西院伽藍), den Westlichen Bezirk
- Tōin Garan (東院伽藍), den Östlichen Bezirk und die
- Daihōzōin (大宝蔵院), die Galerie der Tempelschätze

### Westlicher Bezirk
Der Westliche Bezirk (西院伽藍, saiin garan) wird durch das südliche Haupttor (南大門, nandaimon) betreten, das aus dem 14. Jahrhundert stammt. Dies ist der Haupteingang zum Tempel. Es folgt ein Weg, der seitlich von Mauern begrenzt ist und auf das mittlere Tor (中門, chūmon) zuführt. Durch dieses Tor kommt man an den Kreuzgang (回廊, kairō), der die weiteren Gebäude umschließt.

#### Haupthalle
Die Haupthalle (金堂, kondō, wörtl. „Goldene Halle“) wurde in der Asuka-Zeit (Mitte 6. bis Anfang 8. Jahrhundert) erbaut. Hier befinden sich die zentralen Heiligtümer, denen der Tempel geweiht ist, unter anderem eine Shakyamuni-Dreiergruppe, die vom berühmten Bildhauer Tori geschaffen wurde und den historischen Buddha und seine Begleiter Monju Bosatsu und Fugen Bosatsu darstellt. Diese Dreiergruppe wird von zwei weiteren Statuen flankiert: im Westen von einer Bronzestatue aus der Kamakura-Zeit, die einen sitzenden Amitabha Nyorai (Buddha des Reinen Landes) darstellt; und im Osten von einem sitzenden Yakushi Nyorai (Buddha der Heilung). Diese Statuen werden von einer Gruppe der vier himmlischen Wächter aus der Hakuhō-Zeit (spätes 7. bis Anfang 8. Jahrhundert) geschützt, die die älteste Gruppe dieser Art in Japan darstellt. Die Wächter (四天王, shitennō) sind aus Kampferholz geschnitzt und stehen auf besiegten bösen Geistern.

#### Fünfstöckige Pagode
Diese Pagode (Tō) wurde ebenfalls in der Asuka-Zeit erbaut und hat eine Höhe von 32,45 Metern. Sie ist das Zentralheiligtum des Tempels und die älteste fünfstöckige Pagode in Japan. Es ist eines der ältesten noch stehenden Holzgebäude der Welt: das Holz der zentralen Säule wurde einer dendrochronologischen Analyse zufolge im Jahre 594 gefällt. – Im Erdgeschoss werden Tonstatuen aus der Nara-Zeit ausgestellt.

#### Große (Vortrags-)Halle
Die Halle stammt aus der Heian-Zeit (spätes 8. bis spätes 12. Jahrhundert) und diente ursprünglich den Mönchen zum Studium und zur Abhaltung von Gedenkfeiern. Die Halle wurde 925 von einem Blitz getroffen und brannte ab. Die heutige Halle wurde 990 neu erbaut.

#### Inneres Heiligtum
Das Innere Heiligtum (神の御堂, kami no midō) soll schon im 8. Jahrhundert erbaut worden sein, Historiker konnten jedoch beweisen, dass es erst in der Kamakura-Zeit im 12. bis 14. Jahrhundert errichtet wurde. Im Inneren befindet sich eine weitere Shakyamuni-Dreiergruppe aus der Heian-Zeit, die von vier Wächtern aus der Muromachi-Zeit beschützt wird.

#### Westliche Rundhalle
Der Überlieferung zufolge wurde diese in Wirklichkeit achteckige Halle (西円堂, saiendō) von Gyōki Bosatsu im 8. Jahrhundert erbaut. Forschungen haben jedoch ergeben, dass das heutige Gebäude in der Kamakura-Zeit erbaut wurde. Es beherbergt eine sitzende Trockenlack-Statue des Yakushi Nyorai. Diese Figur aus der Nara-Zeit ist die älteste ihrer Art in Japan.

#### Weitere Gebäude
Weiterhin sind im Westlichen Bezirk noch zwei andere Gebäude enthalten:
- das Glockenhaus (鐘楼, shōrō) und
- die Halle von Prinz Shōtokus Seele (shōryōin), die den Mönchen früher als Unterkunft diente. Im Inneren steht ein Standbild des Prinzen Shōtoku.

### Östlicher Bezirk

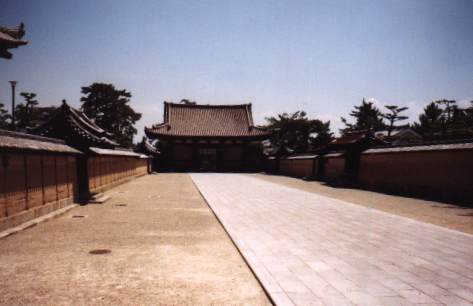
Blick auf das Haupttor des Östlichen Bezirkes

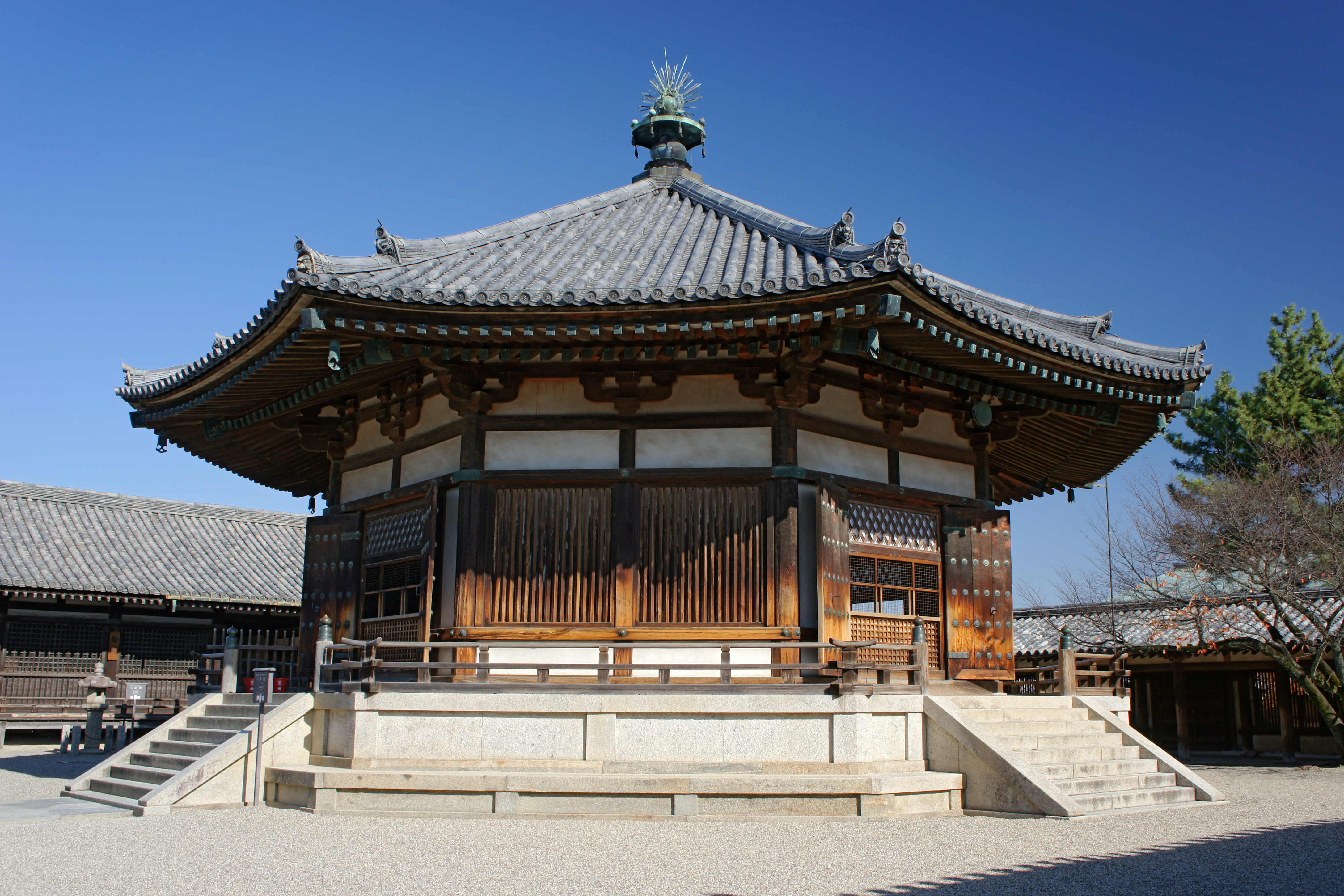
Yumedono, die „Traumhalle“

Wenn man sich vor dem Mittleren Tor und dem Kreuzgang nach Osten wendet und dem Weg folgt, kommt man an das Östliche Haupttor (東大門, tōdaimon). Dies stellt den Eingang zum Östlichen Bezirk (東院伽藍, tōin garan) dar. Er wurde etwas später als der Westliche Bezirk erbaut, nämlich erst im 8. Jahrhundert und steht auf dem Gelände des früheren Ikaruga-Palastes, war jedoch erst ein eigenständiger Tempel mit dem Namen Jōgūōin (Jōgūō-Tempel, Jōgūō ist ein anderer Name für Prinz Shōtoku).

#### Halle der Visionen
Dieser als Traumhalle oder Halle der Visionen (夢殿, yume dono) bekannte achteckige Pavillon wurde zur Erinnerung an Prinz Shōtoku erbaut und ist das Herz des Östlichen Bezirks. Hier wird eine lebensgroße Statue von Prinz Shōtoku aufbewahrt, die sogenannte Kuse-Kannon aus der Asuka-Zeit. Sie befindet sich in einem Schrein und ist deshalb bis zum heutigen Tag in einem perfekten Zustand. Sogar die ursprüngliche Vergoldung ist erhalten geblieben. Die Statue ist von anderen Statuen umgeben, so etwa von einer Statue, die den Erbauer des Westlichen Bezirks darstellt.
Die Halle der Visionen ist von einer Galerie umgeben.

#### Halle der buddhistischen Lehren
Früher war diese Halle (電報堂, denpōdō) die Residenz von Tachibana no Konakachi, der Gattin Kaiser Shōmus. Als aber der Östliche Bezirk erbaut wurde, wurde sie in eine buddhistische Halle umfunktioniert. So ist ein Exemplar alter japanischer Wohnarchitektur erhalten geblieben.

#### Weitere Gebäude
Der Östliche Bezirk enthält weiterhin
- das Östliche Glockenhaus (東院鐘楼, tōin shōrō),
- die sog. Reliquiar-Halle (舎利殿, shariden), wo die Reliquien des Buddha aufbewahrt werden, der dem zweijährigen Prinzen aus den Handflächen entsprang, als er seine Hände zum Gebet zusammenlegte, und
- die Halle der Malereien (繪殿, eden)

### Die Galerie der Tempelschätze
Die Gebäude auf dem freien Platz zwischen dem Östlichen und dem Westlichen Bezirk gehören zur Galerie der Tempelschätze (大宝蔵院, daihōzōin). Das neueste Gebäude ist hierbei die Halle der Kudara-Kannon (百済観音堂, Kudara-Kannon dō), die erst in der Neuzeit erbaut und 1998 fertiggestellt wurde. In dieser Halle werden weitere wichtige japanische Kulturschätze ausgestellt. So wird hier unter anderem auch die wohl bekannteste buddhistische japanische Statue der Kudara-Kannon (wobei Kudara üblicherweise das mit Japan verbündete koreanische Königreich Baekje bezeichnete) oder Avalokitesvara ausgestellt. Sie stammt aus der Asuka-Zeit und ist berühmt für ihre Schönheit.
In den Hallen der Galerie werden außerdem weitere Fundstücke aufbewahrt, die die 1400 Jahre alte Geschichte des Buddhismus im Hōryū-ji erzählen.